# Friederike Freyer
Friederike Freyer (6 de junio de 1997) es una deportista alemana que compite en saltos de trampolín. Ganó una medalla de plata en el Campeonato Europeo de Saltos de 2017, en la prueba de trampolín sincronizado.

## Palmarés internacional
| Campeonato Europeo | Campeonato Europeo | Campeonato Europeo | Campeonato Europeo   |
| Año                | Lugar              | Medalla            | Prueba               |
| ------------------ | ------------------ | ------------------ | -------------------- |
| 2017               | Kiev (Ucrania)     | Medalla de plata   | Trampolín 3 m sincro |